# Khun Sa

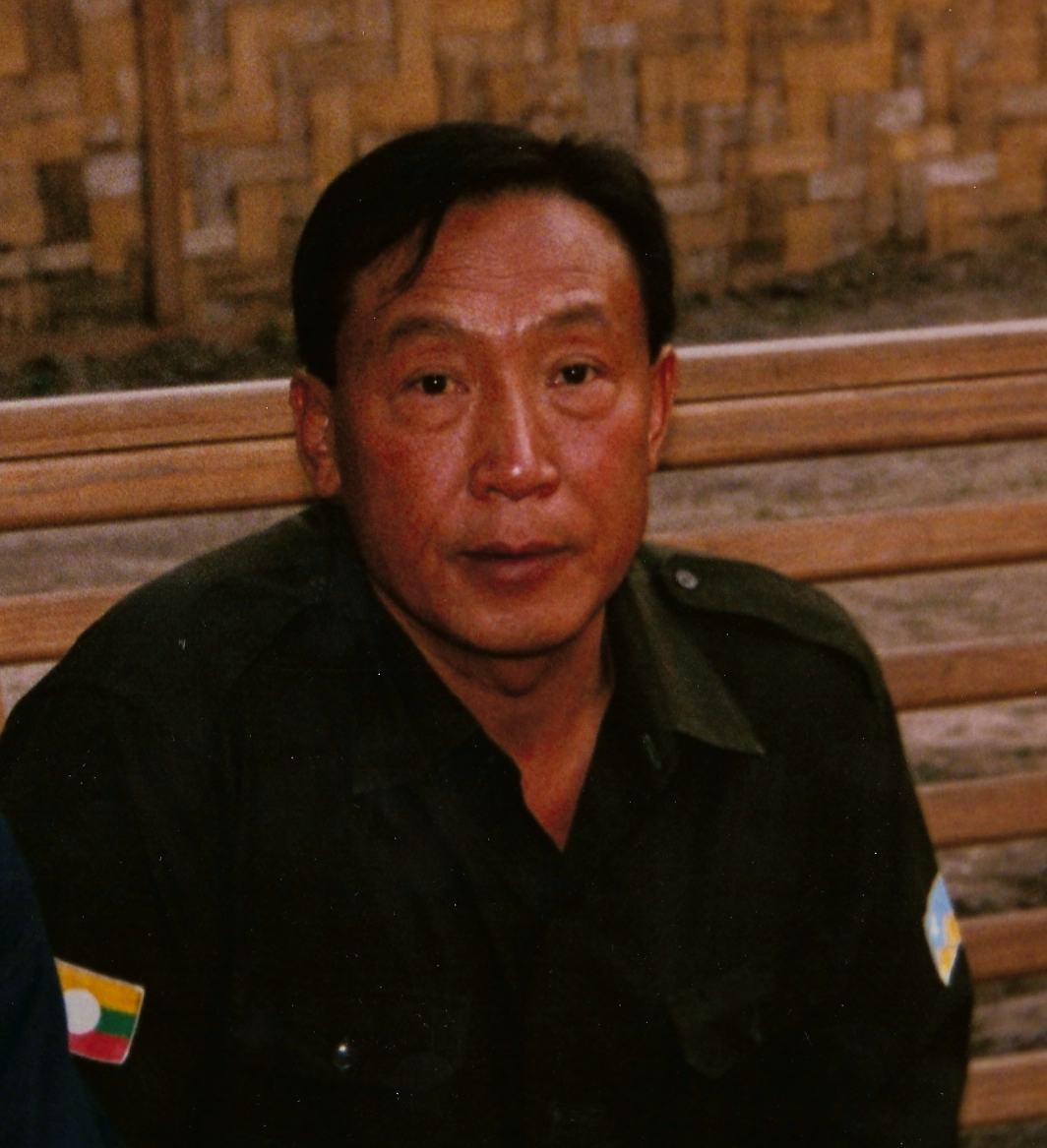
Khun Sa; Birma, kwiecień 1988

Khun Sa (ur. 17 lutego 1934, zm. 26 października 2007 w Rangunie) – birmański dowódca rebelianckiej armii Mong Tai, narkotykowy baron nazywany „Królem Złotego Trójkąta”. 
Przez blisko 30 lat był dowódcą armii Mong Tai, działającej na terenach zamieszkiwanych przez mniejszość etniczną Szanów. W 1993 roku, po proklamowaniu przez Szanów niepodległości na terenach tak zwanego Złotego Trójkąta (pogranicze Birmy, Laosu i Tajlandii), został okrzyknięty prezydentem. Wraz ze swoją armią kontrolował przemyt narkotyków na całym obszarze swoich rządów. Amerykanie za schwytanie Khun Sana oferowali nagrodę w wysokości 2 mln dolarów. W 1996 doszło do podziału wśród rebeliantów – Armia Szanów kontynuowała działania zbrojne przeciwko rządzącej Birmą juncie, tymczasem Khun Sa bezwarunkowo poddał się oddziałom birmańskim. Do śmierci mieszkał w willi w ówczesnej stolicy kraju – Rangunie, chroniony przez wojsko, przed ewentualną zemstą Szanów oskarżających go o zdradę. 